# Польское коло
По́льское ко́ло (пол. Koło Polskie — «польский кружок») — фракция польских депутатов в Государственной думе и в Государственном совете Российской империи.

## История
Польское коло было одним из наиболее организованных и влиятельных депутатских формирований по национально-территориальному принципу. Депутаты, образовавшие коло, принадлежали к Национально-демократической партии Польши, Партии реальной политики, Партии прогрессивной политики.

### Состав

#### Дума 1-го созыва
1. Блыскош, Иосиф Андреевич[1]
2. Валигурский, Теофил Адамович[1]
3. Валицкий, Тадеуш Юльянович[1]
4. Василевский, Павел Брониславович[1]
5. Вигура, Ян Иосифович[1]
6. Витковский, Пётр Иосифович[1]
7. Гарусевич, Ян Семёнович[1]
8. Гловинковский, Иосиф Антонович[1]
9. Грабианский, Бронислав Адамович[1]
10. Грабский, Владислав Феликсович[1]
11. Гралевский, Ян Янович[1]
12. Загленичный, Ян Карлович[1]
13. Залевский, Богдан Генрихович[2]
14. Замойский, Маврикий Фомич[1]
15. Киниорский, Мариян-Элигиуш Казимирович[1]
16. Кондратович, Иероним Иванович[1]
17. Малевский, Бронислав Густавович[1]
18. Мантерис, Матеуш Томашевич[1]
19. Мацеша, Александр Стефанович[1]
20. Наконечный, Иосиф Мацеевич[1]
21. Новодворский, Франц Иосифович[1]
22. Островский, Юзеф Викентьевич[1]
23. Падеревский, Збигнев Здзиславович[1]
24. Парчевский, Альфонс Ипполитович[1]
25. Ржонд, Антон Мартинович[1]
26. Свежинский, Иосиф Владиславович[1]
27. Святополк-Четвертынский, Северин Владимирович[1]
28. Стецкий, Ян-Станислав Станиславович[1]
29. Сухоржевский, Иосиф Александрович[1]
30. Тышкевич, Владислав Юзефович[1]
31. Флиорковский, Юлий Викторович[1]
32. Фульман, Марианн-Леон Аарон Янович[1]
33. Хелховский, Станислав Фёдорович[1]
34. Христовский, Александр Эдмундович
35. Яронский, Виктор Феликсович[1]

#### Дума 2-го созыва
1. Бабицкий, Александр Александрович
2. Белинский, Антон Александрович
3. Белявский, Ян Блажеевич
4. Бениславский, Михаил Михайлович
5. Блыскош, Иосиф Андреевич
6. Брындза-Нацкий, Людвиг Людвигович
7. Ванькович, Станислав Александрович
8. Венславский, Михаил Антонович
9. Весоловский, Станислав Адольфович
10. Гарусевич Ян Семёнович
11. Гемпель, Антон Иоахимович
12. Гловацкий, Юзеф Валентьевич
13. Грабский Владислав Феликсович
14. Гралевский, Ян Янович
15. Дембинский, Генрих Юлиушевич
16. Дзюржинский, Матеуш Казимирович
17. Дмовский Роман Валентьевич
18. Дымша, Генрих Клеофасович
19. Жак, Пётр Карлович
20. Жуковский, Владислав Владиславович
21. Кониц Генрих Самойлович
22. Лисовский Викентий Карлович
23. Лубенский, Лев Францевич
24. Новодворский Франц Иосифович
25. Новца, Владислав Станиславович
26. Островский, Юзеф Викентьевич
27. Отоцкий, Фелициан Венантиевич
28. Парчевский Альфонс Ипполитович
29. Пелейко, Симон Викентьевич
30. Пепловский, Эдуард Евгеньевич
31. Пеховский, Константин Юзефович
32. Плевинский, Степан Войцехович
33. Потоцкий, Генрих Родригович
34. Путткамер, Лаврентий Станиславович
35. Родзевич, Леонард Карлович
36. Скаржинский Мечислав Эдмундович
37. Сливинский, Станислав Августович
38. Стецкий Ян Станиславович
39. Сундерлянд, Станислав Филиппович
40. Сухоржевский Иосиф Александрович
41. Хелховский, Мариан Геркуланович
42. Хоминский, Александр Станиславович
43. Юстына, Станислав Александрович
44. Яронский Виктор Феликсович
45. Ячиновский, Станислав Станиславович

#### Дума 3-го созыва
1. Вонсович, Ипполит Ипполитович
2. Гарусевич, Ян Семёнович
3. Грабский Владислав Феликсович
4. Дмовский Роман Валентиевич
5. Дымша, Любомир Клеофасович
6. Жуковский, Владислав Владиславович
7. Наконечный, Иосиф Мацеевич
8. Парчевский, Альфонс Ипполитович
9. Ржонд, Антон Мартинович
10. Свежинский, Осип Владиславович
11. Яронский, Виктор Феликсович

#### Дума 4-го созыва
1. Гарусевич, Ян Семёнович
2. Госьцицкий, Георгий Чеславович
3. Дымша, Любомир Клеофасович
4. Киниорский, Мариян-Элигиуш Казимирович
5. Лэмпицкий, Михаил Михайлович
6. Наконечный, Иосиф Мацеевич
7. Парчевский, Альфонс Ипполитович
8. Свежинский, Осип Владиславович
9. Яронский, Виктор Феликсович

## Польское коло вГосударственном совете
Польское коло существовало не только в Государственной думе, но и в Государственном совете. В верхней палате парламента польский кружок был создан в мае 1906 года и входил в группу центра. Он объединял поляков, избранных съездами землевладельцев Царства Польского и губерний Западного края, а также, первоначально, нескольких членов Государственного совета от торговли, позднее перешедших в Торгово-промышленную группу. Представляя наиболее состоятельные слои польского общества, кружок в своей линии ориентировался на консервативную Партию реальной политики, хотя некоторые его участники были членами более радикальных партий. Как и другие группы Государственного совета, Польское коло старалось взаимодействовать с польской фракцией в Государственной думе.